# RM-ODP

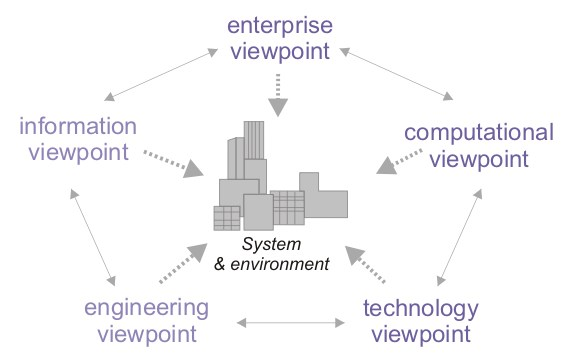
El RM-ODP modelo de vista, el cual proporciona cinco puntos de vista genéricos y complementarios en el sistema y su entorno.

El modelo de referencia de procesamiento distribuido abierto (RM-ODP) es un modelo de referencia en informática, el cual proporciona un marco de coordinación para la estandarización del procesamiento distribuido abierto (ODP). Es compatible con la distribución, interoperabilidad, independencia de la plataforma y la tecnología, y la portabilidad, junto con un marco de arquitectura empresarial para la especificación de sistemas ODP. 
RM-ODP, también denominado ITU-T Rec. X.901-X.904 e ISO/IEC 10746, es un esfuerzo conjunto de la Organización Internacional para Estandarización (ISO), la Internacional Electrotechnical Comisión (IEC) y el Sector de Estandarización de la Telecomunicación (ITU-T).